# Campagna di Kyūshū
La sottomissione di Kyūshū (九州平定?, Kyūshū heitei) avvenne tra dal 1586 al 1587 in Giappone durante il periodo Sengoku. Toyotomi Hodeyoshi, che controllava a quel tempo gran parte del Giappone, decise di sottomettere l'isola di Kyūshū che era governata quasi interamente dal clan Shimazu e dai suoi vassalli.

## Invasione dell'isola
Nel 1586 il clan Shimazu aveva portato a termine la conquista di gran parte dell'isola di Kyūshū. Venuti a conoscenza dei piani di Hideyoshi di invadere l'isola, si ritirarono dall'assedio del castello di Tachibana, ripiegando gran parte delle loro forze nella provincia di Higo, mentre le restanti armate rimasero nella provincia di Bungo. Li conquistarono il castello di Funai dal clan Ōtomo e si prepararono per l'invasione.
Gli Ōtomo erano supportati dagli eserciti di Sengoku Hidehisa e Chōsokabe Motochika, un importante signore di Shikoku che era stato sconfitto da Hideyoshi l'anno precedente, e del quale si era messo al servizio. Anche se la provincia di Bungo alla fine cadde interamente sotto il controllo degli Shimazu, i generali avversari indebolirono le truppe di Satsuma, in preparazione dell'arrivo degli eserciti di Hideyoshi e di quelli del clan Mōri, un altro alleato dei Toyotomi. Shimazu Iehisa subì ingenti perdite per mano dei Chōsokabe nella battaglia di Hetsugigawa in quell'anno. In seguito Iehisa inseguì gli Ōtomo al castello di Usuki, ma una volta che Hideyoshi e suo fratello Hidenaga misero piede sull'isola gli Shimazu furono costretti a ritirarsi.
Hidenaga sbarcò a sud di Bungo, attaccando gli Shimazu a Takajō, sulla costa orientale di Kyūshū, nel 1587. Nel frattempo Hideyoshi portò le proprie forze lungo una rotta più occidentale, attaccando il castello di Ganjaku nella provincia di Chikuzen, che era controllato dal clan Akizuki. Con la sconfitta dei vassalli Shimazu nel nord dell'isola tutte le armate Toyotomi si diressero verso la provincia di Satsuma.
Alla fine le due forze Toyotomi si incontrarono con l'intenzione di assaltare il castello roccaforte degli Shimazu a Kagoshima se quest'ultimi non si fossero ancora arresi. Tuttavia Shimazu Yoshihisa si sottomise all'autorità di Hideyoshi e risparmiò l'assedio. Dopo essersi assicurato il dominio sull'isola Hideyoshi era ora libero di spostare la sua attenzione sul clan Hōjō del Kantō, l'ultimo grande clan che ancora si opponeva al suo dominio.
Hideyoshi fece dell'isola di Kyūshū il porto principale per l'invasione della Corea.

## Battaglie principali

### 1586

#### Assedio di Toshimitsu
Gli Shimazu conquistano i castelli di Toshimitsu e Funai dagli Ōtomo, nonostante i loro tentativi di ritardarne la conquista per consentire agli alleati di Hideyoshi di arrivare.

#### Battaglia di Hetsugigawa
Quella di Hetsugigawa fu l'ultima battaglia prima dell'arrivo dell'esercito principale di Hideyoshi a Kyūshū.
Nel 1586 a Hetsugigawa, nella provincia di Bungo, le armate d'avanguardia Toyotomi guidate da Chōsokabe Motochika e Sengoku Hidehisa (20 000 uomini) sbarcarono con l'ordine di agire in modo difensivo fino a quando ulteriori truppe si fossero unite a loro. Ma i generali decisero di disobbedire agli ordini di Hideyoshi e di aiutare gli assediati del castello di Toshimitsu. L'esercito assediante Shimazu, composto da circa 12 000 uomini, notò il loro arrivo e aumentò gli sforzi per prendere il castello.
Dopo la conquista del castello da parte degli Shimazu, Motochika propose un ritiro, ma i suoi generali insistettero per la battaglia, così gli Shimazu misero in atto la loro trappola. La forza d'esca guidata da Ijuin Hisanori attaccò attraverso il fiume e poi si ritirò, il che persuase l'ala avversaria a seguirli. Furono raggiunti da una pioggia di frecce e proiettili, e il principale corpo degli Shimazu si avventò su di loro. Dopo molte ore di combattimenti feroci le forze d'invasione si ritirarono attraverso il fiume. Chōsokabe Motochika fu costretto a segnalare un ritiro completo, durante il quale suo figlio ed erede Nobuchika fu ucciso.

### 1587

#### Battaglia di Takajō
Hidenaga sbarcò un'avanguardia di 60 000 uomini vicino a Takajō (Bungo) a cui si unirono altri 30 000 uomini dei clan Kobayakawa e Kikkawa. Negli anni precedenti il clan Shimazu si era impossessato del castello di Funai, capitale degli Ōtomo e Hidenaga si diresse verso il castello per metterlo sotto assedio sperando di incontrare l'armata degli Shimazu. Ma queste ultime ripiegarono verso Sadowara. 
Le forze di Hidenaga inseguirono gli Shimazu oltre Funai e iniziarono ad assediare il castello di Takashiro. Shimazu Iehisa tornò indietro con circa 30 000 uomini scontrandosi con un distaccamento di 15 000 guerrieri Toyotomi. Dopo una sanguinosa battaglia in cui entrambi gli eserciti persero molti uomini, le forze di Iehisa si ritirarono verso Sadowara. Lo scontro è noto anche come Battaglia di Nejirozaka.

#### Assedio di Ganjaku
Hideyoshi sbarcò a Kyūshū nei pressi di Shimonoseki, nella provincia di Chikuzen, con circa 130 000 uomini verso la fine di febbraio ed i suoi generali in comando furono Katō Kiyomasa, Gamō Ujisato, Fukushima Masanori e Mayeda Yasutoshi.
Akizuki Tanezane, alleato del clan Shimazu, rifiutò di sottomettersi a Hideyoshi e mise 3 000 uomini in difesa del castello di Ganjaku che venne messo sotto assedio il 1 aprile. Il castello si trovava in una formidabile posizione sopra una montagna ma cadde in un solo giorno. Tanezane, che aveva ripiegato sul castello di Masutomi, seppe della notizia e si diresse verso la roccaforte del clan Akizuki, il castello di Koshosan.

#### Assedio di Koshosan
Dopo aver conquistato il castello di Ganjaku, Hideyoshi si diresse verso il castello di Koshosan (o castello di Oguma) roccaforte principale del clan Akizuki. Si racconta che Hideyoshi distrusse il castello di Masutomi e lo fece ricostruire in un giorno per mostrare al nemico la propria potenza. Tanezane si arrese senza combattere e si sottomise a Hideyoshi.

#### Battaglia di Sendaigawa
Il fiume Sendai (Sendaigawa) fu tra gli ultimi ostacoli nella marcia di Hideyoshi verso Kagoshima, centro dei domini del clan Shimazu.
Toyotomi Hideyoshi e il suo fratellastro Hidenaga incontrarono una forza del clan Shimazu, guidata da Niiro Tadamoto, vicino al fiume. Nonostante fosse in netta inferiorità numerica, 5 000 contro circa 170 000, Niiro guidò i suoi uomini contro la forza dei Toyotomi, e addirittura ingaggiò di persona il famoso guerriero Katō Kiyomasa in combattimento personale prima di ritirarsi al riparo della notte. Le truppe Shimazu rimaste ripiegarono verso Kagoshima.

#### Assedio di Kagoshima
Dopo la sconfitta di Sendaigawa, gli Shimazu si ritirarono nel loro castello di Tsurumaru, roccaforte principale del clan al centro della città di Kagoshima. Il castello si trovava sul fianco di una baia nel mezzo della quale sorgeva il vulcano di Sakurajima le cui eruzioni periodiche avevano fornito difese naturali sull'area circostante sotto forma di profonde gole serpeggianti di depositi vulcanici. Ma i monaci buddhisti locali offrirono il loro aiuto a Hideyoshi che attaccò con 60 000 uomini dalla baia sotto il vulcano. Le forze di Hidenaga, che ora si erano unite all'assedio, attaccarono dalla strada principale mentre Kiyomasa, Masanori e Yoshitaka avrebbero attaccato dai canali. Anche se Hidenaga fu fermato lungo la strada dagli Shimazu, quest'ultimi caddero nel panico quando videro le forze che attaccavano dai canaloni della baia e le forze Shimazu si ritirarono nel castello di Tsurumaru. Di fronte a una forza di attacco così numerosa gli Shimazu avviarono una trattativa entro la fine di aprile.

## Conseguenze
Dopo la conquista dell'isola Hideyoshi fu misericordioso, come lo fu dopo la conquista di Shikoku; Satsuma era troppo lontana da Kyoto per essere governata, così agli Shimazu, dopo la resa, fu lasciato il governo della provincia anche se dovettero rimanere sotto il controllo del clan Toyotomi. Le altre province dell'isola furono spartite tra i generali di Hideyoshi.
A questo punto l'intero ovest del Giappone era sotto il controllo di Hideyoshi che poté così concentrarsi sugli ultimi due daimyō che ancora non si erano sottomessi: Hōjō Ujimasa e Date Masamune.